# Jaap Kraaier
Jaap Kraaier (Zaandam, Holanda do Norte, 4 de março de 1913 — Egmond aan Zee, Holanda do Norte, 7 de janeiro de 2004) foi um canoísta holandês especialista em provas de velocidade.

## Carreira
Foi vencedor da medalha de bronze em K-1 1000 m em Berlim 1936.